# Katedra (opowiadanie)
Katedra – opowiadanie science-fiction, autorstwa Jacka Dukaja, napisane i opublikowane w 2000 roku, ukazało się w zbiorze opowiadań W kraju niewiernych (2000), wyróżnione nagrodą im. Janusza A. Zajdla jako najlepsze opowiadanie za 2000 rok.
Inspiracją dla Dukaja były architektoniczne projekty Antoniego Gaudíego, katalońskiego architekta secesyjnego, pod wpływem których narodził się obraz „katedry kosmicznej, rozkwitłej w próżni i w ciemności, zawieszonej pod ognistą planetą, […] w pewien sposób żywej naprawdę”. Choć jest to dzieło fantastyczne, porusza tematy filozoficzne i teologiczne.
Katedra doczekała się przekładu na język czeski. W 2003 roku ukazała się w antologii polskiej fantastyki Polská ruleta oraz w 200. numerze czeskiego czasopisma Ikarie.

## Treść

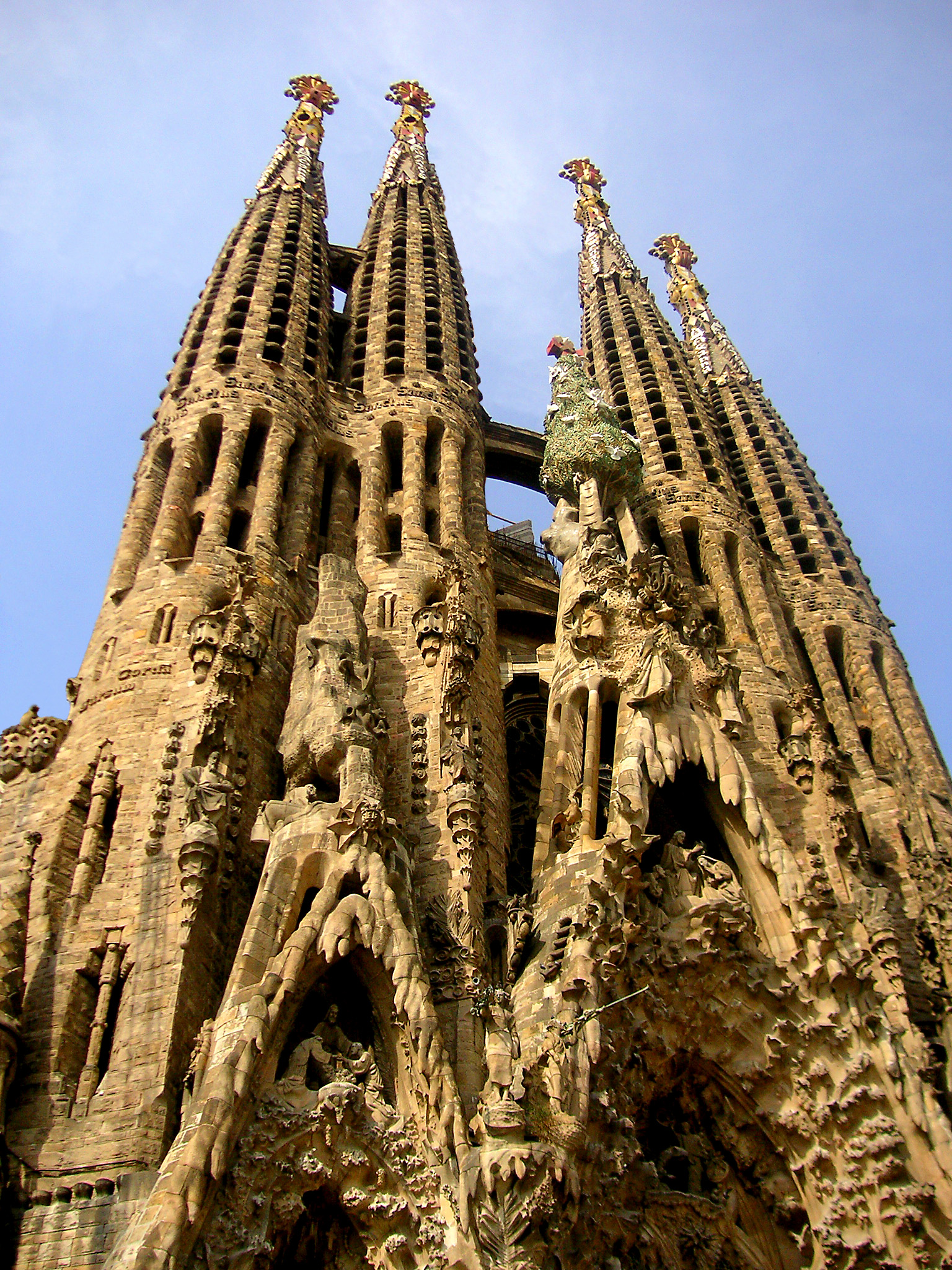
Sagrada Família – projekt Antonia Gaudíego, architekta, którego dzieło było inspiracją dla opowiadania Dukaja

Ksiądz Pierre Lavone – narrator opowieści – wizytuje planetoidę, na której pochowany został Izmir Predú, przez wielu uznawany za świętego za sprawą cudów dokonujących się przy jego grobie. Raport księdza ma pomóc zwierzchnikom kościelnym podjąć decyzję o autentyczności cudów i postanowić, czy pozwolić odlecieć w kosmos swobodnie wędrującej asteroidzie, czy też zaangażować środki w akcję przesunięcia jej trajektorii tak, by utrzymać ją w dostępnych człowiekowi rejonach.
Czytelnik z retrospekcji snutych przez księdza, poznaje losy bytności człowieka na Izmiraidach (tak na cześć Izmira nazwano cały rój planetoid). Izmir był jednym z członków załogi kosmicznego holownika „Sagittariusa”, który musiał awaryjnie lądować na bezludnej jeszcze wówczas asteroidzie i czekać na pomoc. Statek posiadał niewystarczające dla całej załogi rezerwy tlenu, dlatego aby umożliwić pozostałym członkom zespołu doczekanie akcji ratunkowej, Izmir popełnił samobójstwo. Ten bohaterski fakt odbił się szerokim echem w całym świecie i na Izmiraidy ruszyła pierwsza fala pielgrzymek. Gdy rozeszła się wieść, że przy grobie Izmira został uzdrowiony bratanek prezesa korporacji R-L, Kotter Ugerzo, sława miejsca wzrosła. W dowód wdzięczności wuj ozdrowieńca Stefan Ugerzo ufundował wokół grobu Katedrę – majestatyczną, wyhodowaną z nanozarodników budowlę.
Ksiądz Lavone, rozmawiając z pielgrzymami i mieszkańcami planetoidy, dowiaduje się, że zainteresowani są nią również naukowcy. Odwierty prowadzone na Izmiraidach doprowadziły do pozyskania substancji o intrygującej nienaturalnej strukturze, zwanej Czarną Watą. Jej obecność i inne niewytłumaczone zjawiska związane z rojem Izmiraid mogłyby być dowodem na ingerencję obcej cywilizacji w ich strukturę.
Planetoidę zamieszkuje także Gazma, człowiek przekonany, że przed trzema laty został przy grobie Izmira uzdrowiony ze schizofrenii. Gazma jest w niewyjaśniony sposób związany z grobem domniemanego świętego: każda próba opuszczenia Izmiraid prowadzi do psychofizycznych objawów, uniemożliwiających mu to przedsięwzięcie.
Kościół nie podejmuje interwencji. Gdy dochodzi do ewakuacji zmierzającej w odległe rejony kosmosu planetoidy, okazuje się, że ksiądz Lavone po drobnym wypadku podczas pobytu w Katedrze nabawił się identycznych objawów jak Gazma. Obaj bohaterowie pozostają sami na opustoszałej planetoidzie. Ksiądz podejmuje się badań nad Katedrą i odkrywa, że żywokryst – substancja, która stanowi jej budulec – rozrasta się. Bohater coraz częściej traci świadomość i popada w katatonię. Gazma znika. Ksiądz odkrywa, że zakaził się żywokrystem, jego myśl staje się powolniejsza, ale też odsłaniają się przed nim kolejne tajemnice kamienia, nie potrzebuje do życia tlenu i atmosfery. Podejrzewa, że Gazma obrócił się w kamień i stał się częścią Katedry. Wie, że i jego wkrótce czeka ten los.

## Film
Opowiadanie zostało spopularyzowane przez oparty na jego motywach nominowany do Oscara film animowany Tomasza Bagińskiego pod tym samym tytułem z 2002 roku. Filmowi towarzyszyła publikacja książkowa, zawierająca opowiadanie ilustrowane kadrami z animacji, opatrzone krótkim wstępem napisanym wspólnie przez reżysera i pisarza, a także komentarzem Tomasza Bagińskiego, mówiącym o procesie powstawania filmu. Film jest swobodną impresją na temat finalnych scen opowiadania.

## Lektura szkolna
W latach 2017–2024 opowiadanie było lekturą obowiązkową w polskich liceach i technikach. Jego usunięcie z listy lektur skrytykowali m.in. dziennikarze Michał Szułdrzyński, Daria Chibner i polonista Jarosław Wowak. W 2020 roku badacz literatury Mariusz M. Leś pisał, że Katedra jest jednym z najważniejszych utworów współczesnej polskiej fantastyki naukowej, a przy tym dość reprezentatywnym dla odradzającej się jej centralnej, „twardej” odmiany.